# Астров, Семён Григорьевич
Семён Григо́рьевич А́стров (20 мая [1 июня] 1890, Одесса, Херсонская губерния — 18 марта 1919, Одесса, Херсонская губерния) — русский поэт и прозаик.

## Биография
До 1911 года жил в Одессе. Был рабочим, затем (видимо, по политическим соображениям) уехал за границу. Жил по 1913 год на Капри, где познакомился с М. Горьким. В 1908 году в журнале «Весна» напечатал стихотворение «На закате». Горький, благосклонно относившийся к творчеству Астрова, рекомендовал его стихи в «Современник»: «В них ценно именно бодрое настроение, нам оно должно быть дорого. Я вижу, что автор слишком пленён
Бальмонтом, но ― он скоро уйдет из этого плена…». Астров публиковал стихи, рассказы, рецензии в сборнике товарищества «Знание» (1913), в журналах «Нива», «Жизнь для всех», «Новый журнал для всех», «Летопись», «Просвещение», «Вестник Европы», «Русское богатство». В сборнике «Молодой журнал» (1913) напечатал цикл сонетов «Из венка „Офелия“», посвящённых А. А. Блоку. С 1914 года ― в Париже, жил в крайней нужде. В 1915 году издал книгу «Светлый путь», в которой проповедовал радость бытия. Эта книга, вышедшая в разгар 1-й мировой войны, полная «сентиментальности» и «красивости», воспринималась как написанная «вне времени и пространства». Некоторые критики обнаружили у Астрова «дар видеть всё по-своему, по-новому», отмечали обилие неологизмов. После Февральской революции 1917 года Астров возвратился в Россию, жил в Одессе. Писал рассказы, критические миниатюры, выступал в одесской периодической печати.